# Kensal Green

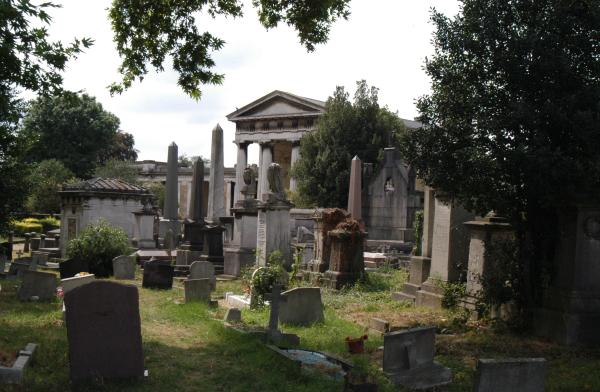
Le cimetière de Kensal Green.

Kensal Green est un quartier situé dans le district de Brent, dans la ville de Londres. Le quartier est également parfois nommé Kensal Rise.

## Géographie
Le quartier se situe exactement au sud-est du district de Brent, il borde la Cité de Westminster et le district de Kensington et Chelsea. Les quartiers voisins sont Willesden Green au nord, Harlesden à l'ouest, Brondesbury et Queen's Park à l'est et Ladbroke Grove au sud.

## Transports
Ce site est desservi par la station de métro Kensal Green.